# Karl Albert von Baur

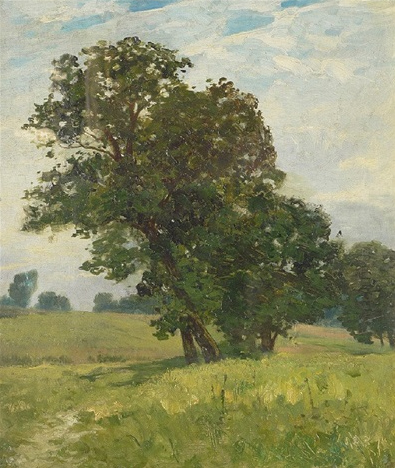
Waldlichtung, 1894

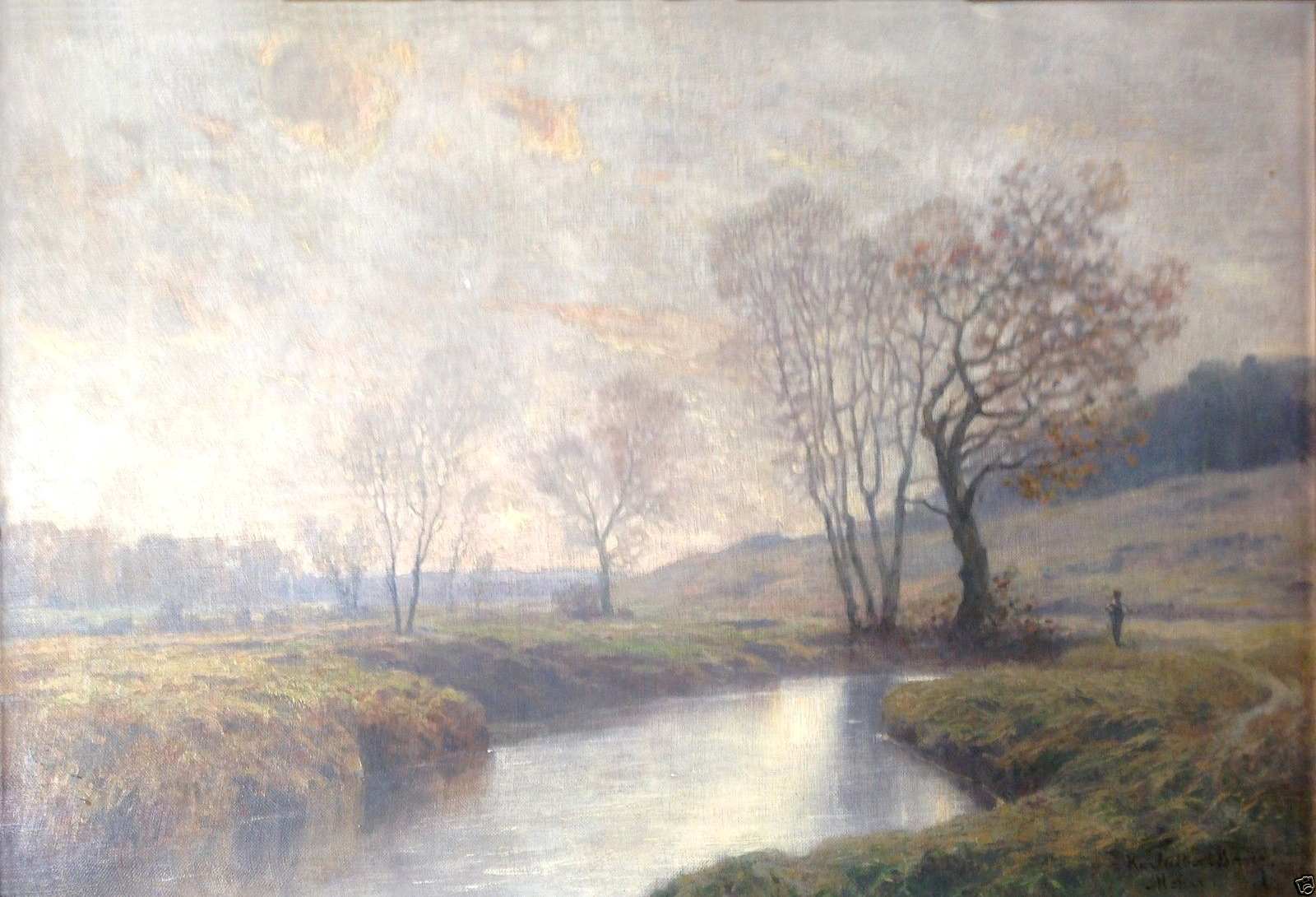
Landschaft intim, 1890

Karl Albert Baur, ab 1906 Ritter von Baur, (* 13. Juli 1851 in München; † 22. August 1907 in Unterammergau) war ein deutscher Landschaftsmaler.

## Leben
In der Jugend wurde Karl Albert Baur vom Landschaftsmaler Johann Nepomuk Ott im Zeichnen und Malen unterrichtet.
Er studierte zunächst Philosophie und Klassische Archäologie an der Universität München. Ab dem 29. Oktober 1875 studierte er in der Antikenklasse der Königlichen Akademie der Künste in München bei Gyula Benczúr, Ludwig von Löfftz und Wilhelm von Diez.  Danach arbeitete er unter der Leitung Ludwig Willroiders.
Karl Albert Baur besuchte Istrien, Italien, die Schweiz, die österreichischen und deutschen Alpenländer, sowie die Maingegend.
Seit 1883 stellte er auf den Münchner Glaspalastausstellungen aus.
Von 1886 bis 1895 war er als Schriftführer der Münchner Künstlergenossenschaft tätig. In den Jahren 1896 und 1897 war er Vorsitzender des Hauptvorstandes der Allgemeinen Deutschen Kunstgenossenschaft.
1906 wurde ihm das Ritterkreuz des Verdienstordens der Bayerischen Krone verliehen, womit der persönliche Adelsstand verbunden war.
Karl Ritter von Baur starb 1907 im Alter von 56 Jahren in Unterammergau.

## Grabstätte

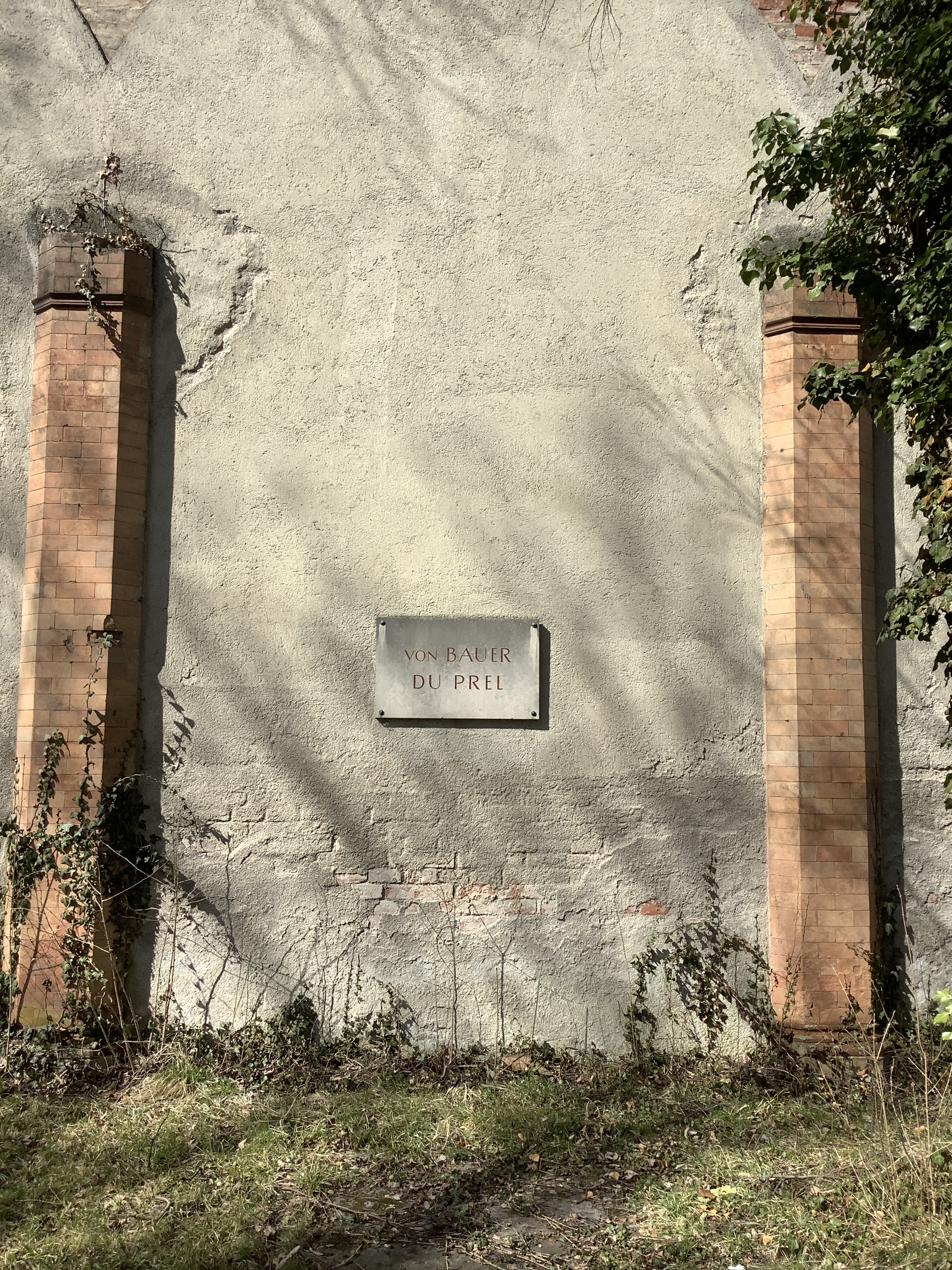
Grab von Karl Baur auf dem Alten Südlichen Friedhof in München

Die Grabstätte von Karl Baur befindet sich auf dem Alten Südlichen Friedhof in München (Neu Arkaden Platz 146 bei Gräberfeld 30) Standort.